# Roepkiella
Roepkiella is een geslacht van vlinders uit de familie van de Houtboorders (Cossidae). De wetenschappelijke naam en de beschrijving van dit geslacht zijn voor het eerst gepubliceerd in 2009 door Roman Viktorovitsj Jakovlev en Thomas Joseph Witt.
De soorten van dit geslacht komen voor in Zuid- en Zuidoost-Azië.

## Soorten
- Roepkiella artushka (Yakovlev, 2006)
- Roepkiella celebensis (Roepke, 1957)
- Roepkiella chloratoides (Holloway, 1986)
- Roepkiella chloratus (Swinhoe, 1892)
- Roepkiella fuscibasis (Hampson, 1895)
- Roepkiella ingae Yakovlev, 2011
- Roepkiella jakli Yakovlev, 2020
- Roepkiella javanus (Roepke, 1957)
- Roepkiella korshunovi Yakovlev, 2020
- Roepkiella loeffleri (Yakovlev, 2006)
- Roepkiella nigromaculatus (Hampson, 1892)
- Roepkiella pusillus (Roepke, 1957)
- Roepkiella rufidorsia (Hampson, 1905)
- Roepkiella siamica Yakovlev & Witt, 2009
- Roepkiella subfuscus (Snellen, 1895)
- Roepkiella thaika (Yakovlev, 2006)